# Eparchia di Michalovce-Košice
L'eparchia di Michalovce-Košice (in slovacco: Michalovsko-Košická Eparchia) è un'eparchia della chiesa ortodossa ceca e slovacca con sede nella città di Michalovce, in Slovacchia, presso la cattedrale dei Santi Cirillo e Metodio. A Košice sorge la cattedrale della Dormizione di Maria, di San Giovanni il Misericordioso, Patriarca d'Alessandria, e Santa Rosalia di Palermo. L'eparchia è organizzata in 4 decanati e 38 parrocchie.

## Storia
L'eparchia di Michalovce-Košice è una delle quattro eparchie della chiesa ortodossa ceca e slovacca ed una delle due presenti nel territorio della Slovacchia. L'eparchia è stata fondata il 28 luglio 1950 come eparchia di Michalovce. Negli anni '90 le autorità slovacche decisero la restituzione alla chiesa greco-cattolica slovacca di tutte le proprietà sottrattele nel 1950, in occasione della fondazione dell'eparchia. Nel febbraio 2009 l'eparchia è stata ribattezzata "eparchia di Michalovce-Košice".
Il 28 settembre 2013 è stata consacrata a Košice la cattedrale della Dormizione di Theotokos, di San Giovanni Misericordioso e Santa Rosalia di Palermo.